# Gösser

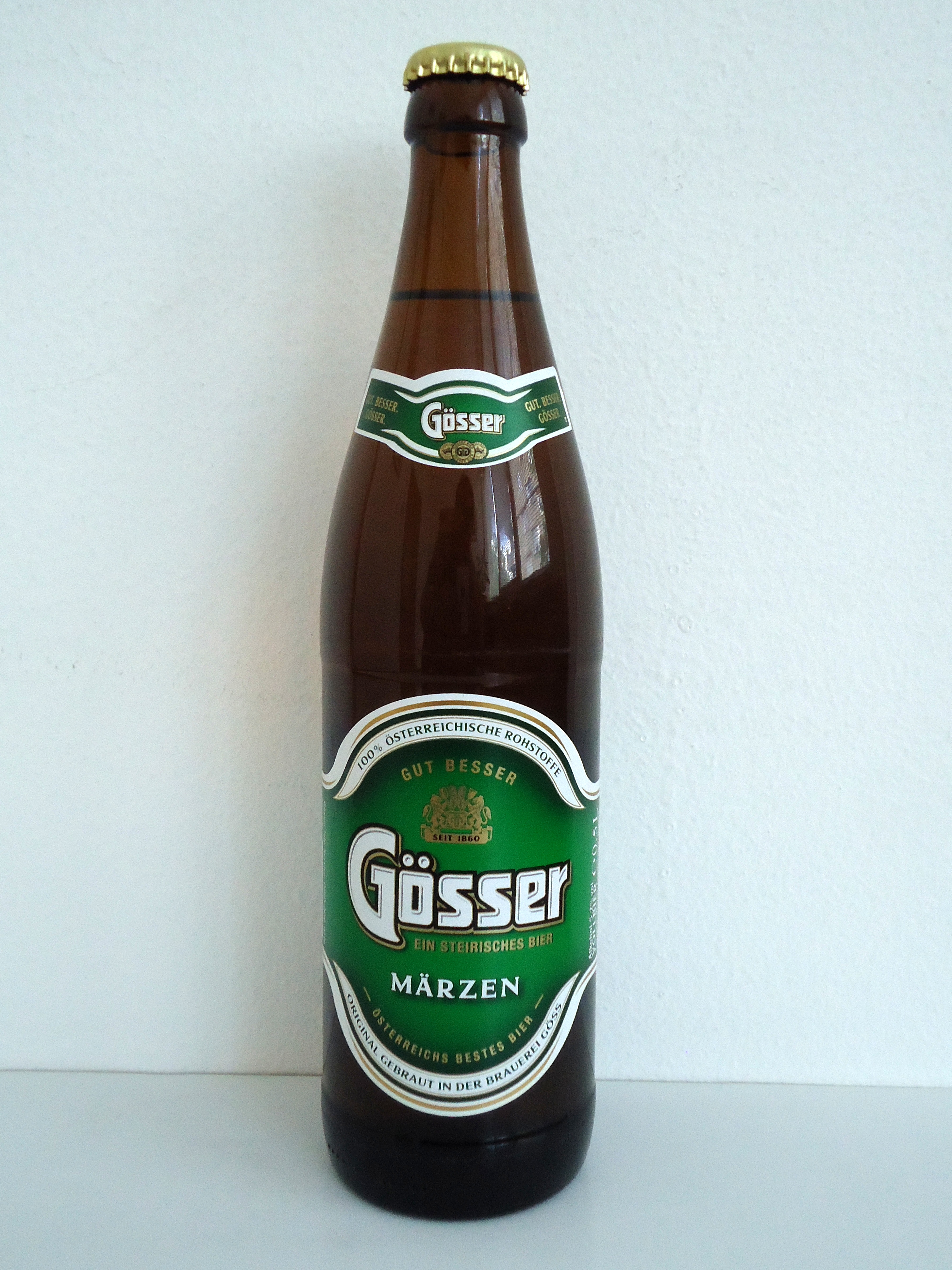
Bière Gösser Märzen.

Gösser est la marque phare de la brasserie Göss, brasseur autrichien installé à Leoben en Styrie et appartenant aujourd'hui au groupe Heineken. C'est l'une des plus importants brasseries d'Autriche.
La tradition brassicole remonte à l'ancienne abbaye de Göss, couvent bénédictin fondé vers 1004. La brasserie du monastère est mentionnée pour la première fois en 1459. Des décennies après la fermeture de l'abbaye sous le règne de l'empereur Joseph II en 1782, le brassage à Göss est reprise en 1860 par un maître brasseur venant de la brasserie Zywiec (Saybusch).